# Svarthuvad visslare
Svarthuvad visslare (Pachycephala monacha) är en fågel i familjen visslare inom ordningen tättingar.

## Utbredning och systematik
Svarthuvad visslare delas in i två underarter:
- Pachycephala monacha monacha – förekommer i Aruöarna
- Pachycephala monacha dorsalis (syn. lugubris[4]) – förekommer i bergstrakter på centrala och östra Nya Guinea

## Status
IUCN kategoriserar arten som livskraftig.